# Théorie du déplacement d'un mobile à voile contre le vent
La théorie du déplacement d'un mobile à voile contre le vent est une théorie physique expliquant comment un voilier ou un char à voile peut remonter au vent. Ce déplacement, en apparence contre-intuitif, est pourtant expliqué par les règles élémentaires de la physique,,,,.
Les éléments de cette théorie peuvent être mis en application dans le cadre de la pratique de la voile :
- Pour que la force de déplacement dans le sens du bateau ou du char au plus près (près serré) soit maximale, il faut régler la voile de sorte que sa direction principale soit au milieu de l'angle formé d'une part par la direction du vent apparent, et d'autre part par la direction où l'on souhaite aller.
- Dès lors que le bateau prend de la vitesse, il faut border davantage la voile pour maintenir cette force de déplacement à son niveau maximum ; en revanche, il faut la choquer dès qu'il perd de la vitesse en raison d'un vent plus faible. En effet, il s'agit du vent apparent, résultante du vrai vent et de celui dû à la vitesse propre du bateau. Or ce vent apparent fait avec la direction fixe du bateau un angle d'autant moindre que le bateau prend de la vitesse.

## Physique simplifiée du déplacement contre le vent
Si le déplacement d'un mobile dans la direction du vent est intuitif, la navigation contre le vent, c'est-à-dire le déplacement d'un mobile muni d'une voile dans une direction opposée au vent n'est pas évidente. C'est en effet la présence d'une dérive (ou quille) pour un bateau sur l'eau ou l'adhérence des roues pour un char à voile sur le sol qui permet de remonter le vent[réf. souhaitée], c'est-à-dire de pouvoir se diriger dans une des directions appartenant au demi-plan situé au vent du mobile. Il n'est évidemment pas possible de naviguer vent debout, c'est-à-dire dans la direction du vent, mais dès que la route fait un certain angle avec la direction du vent, il devient possible de remonter dans cette direction moins directe et de louvoyer pour atteindre un point situé au vent. Cet angle est d'autant plus faible que les voiles sont fines et que les frottements dans l'eau sont faibles, mais dans la pratique il reste important et de l'ordre de 40 ° pour les bons bateaux comme pour les chars.

Le principe de cette navigation à voile peut être schématisé par un mobile réduit à deux plans rigides reliés à un axe (le mât) maintenu vertical, l'un affleurant au ras de l'eau (la dérive ou quille) l'autre une voile, carrée et rigide, emmanchée sur le mât en son milieu et pouvant pivoter autour de celui-ci comme sur la figure ci-contre. 

Théorie simplifiée du déplacement d'un mobile à voile contre le vent

La dérive a pour objet de s'opposer au déplacement latéral du bateau en exerçant une portance dès que le bateau a pris de la vitesse. Dans le cas du char à voile, la friction au sol des roues, supposées droites, s'exerce indépendamment de la vitesse.
Pour comprendre l'action du vent sur ce mobile déjà complexe, il est possible de décomposer le mobile en ses deux parties, voile et dérive et décrire successivement :
- l'action du vent sur une voile ici prise comme rigide ;
- l'action (ou la réaction) de l'eau sur les œuvres vives d'un voilier ou du sol sur un char à roues.

Il faut alors recombiner les deux actions pour comprendre la logique globale.

### Action du vent sur une voile
Le vent soufflant sur une voile exerce une pression sur tous les points situés au vent de la toile mais également une dépression sur tous les points situés de l'autre côté c'est-à-dire sous le vent. L'écoulement sur la voile peut être ramené à trois  cas distincts :
- à faible incidence, l'écoulement est dit "attaché"; la voile développe une portance (à la perpendiculaire du vent) et une traînée (dans le sens du vent); le rapport des deux s'appelle la finesse.
- à grande incidence, l'écoulement est en partie décroché à l'arrière du profil, la traînée (turbulences) augmente et la finesse diminue.
- à très forte incidence, l'écoulement est complètement décroché, il n'y a plus de portance; au vent arrière, il ne reste que la traînée, mais comme elle est dirigée vers l'avant, elle est propulsive.

La force exercée par le vent sur la voile sera notée {\displaystyle {\vec {F}}}.

#### Incidence faible
A faible incidence l'écoulement du vent peut être "attaché". Les filets d'air sont accrochés à la voile, aussi bien sur la face sous le vent que la face au vent. L'action du vent sur la voile crée une portance. Cette portance améliore l’efficacité de la voile par rapport au mode à forte incidence. La voile reste en écoulement attaché pour une incidence comprise entre 0 et environ 20°.
La Théorie des profils minces enseigne que dans un mode à faible incidence le coefficient de portance est 
{\displaystyle \ C_{portance}=2\pi \alpha } avec {\displaystyle \ \alpha } incidence de la voile. A faible incidence la traînée est faible vis-à-vis de la portance; la finesse est élevée.
Or {\displaystyle {\vec {F_{voile}}}={\vec {F_{portance}}}+{\vec {F_{traine}}}} soit {\displaystyle F_{voile}=F_{portance}}
Or {\displaystyle F_{portance}={\frac {1}{2}}\times \rho \times S\times C_{portance}\times {V_{a}}^{2}} soit {\displaystyle F={\frac {1}{2}}\times \rho \times S\times 2\times \pi \times \alpha \times {V_{a}}^{2}}
D’où {\displaystyle F_{voile}=\rho \times S\times \pi \times \alpha \times {V_{a}}^{2}} avec  {\displaystyle \ V_{a}} vent apparent
Cette force aura également tendance à coucher le bateau (gîte) mais si la quille est suffisamment lestée ou si les équipiers partent au rappel, la gîte sera faible.

#### Incidence forte
Selon une approche purement statique comme si le vent exerçait une pression sur la voile assimilable à un jet d'air sans turbulence ni frottement, il suffit d'appliquer le théorème de l'impulsion. Une voile offrant un angle {\displaystyle \alpha } avec le vent n'entrave ce dernier que sur une fraction de sa voilure laquelle varie cet angle de façon sinusoïdale,,,. Cette approche simpliste mais néanmoins utile a des limites qui seront discutées plus loin. La pression exercée par le vent sur la toile est résumée par une force perpendiculaire à la toile et appliquée au centre de la voile sur le mât.
Si le bateau est muni non plus d'une voile unique, comme sur une felouque par exemple, mais d'un foc à l'avant du mât (qui tend à faire abattre le bateau) et d'une grand-voile à l'arrière (qui tend à le faire lofer), la résultante des deux forces sur un bateau dont les voiles sont bien réglées est une force unique appliquée sur le mât qui rend l'utilisation du gouvernail quasiment inutile.
Le jet d'air sur la voile forme une veine d'air. L'effort exercé sur la plaque provient en vertu du théorème de l’impulsion, à la force nécessaire pour dévier le flux d'air. La veine d'air a la même section en entrée et en sortie car la veine est libre.
Nous avons alors :  {\displaystyle {\vec {F_{plaque}}}={\dot {m}}({\vec {v_{entrant}}}-{\vec {v_{sortant}}})}
avec :
- {\displaystyle ||{\vec {v_{entrant}}}||=||{\vec {v_{sortant}}}||=V} vent apparent
- {\displaystyle {\dot {m}}} débit massique de l'air {\displaystyle {\dot {m}}=\rho \times S_{veine}\times V}
- {\displaystyle S_{veine}} section du jet, donnée inconnue.

d’où si la voile fait un angle d'incidence {\displaystyle \alpha _{plaque}}, la force appliquée sera : {\displaystyle {\vec {F_{plaque}}}={\dot {m}}\times 2\times sin({\frac {\alpha _{plaque}}{2}})\times V\times {\vec {n}}}, ,
avec {\displaystyle {\vec {n}}} vecteur unitaire perpendiculaire à la surface de la plaque.
Cette formule montre le caractère sinusoïdal de la force. La formule a été calculée pour une plaque parfaitement plane. Or, dans la réalité, une voile a du creux, elle a une forme de ballon plus ou moins prononcée. Cela est particulièrement vrai pour un spi. L'angle de sortie de la veine d'air ne sera pas perpendiculaire à la voile mais aura tendance à revenir en arrière (similaire au principe d'une Turbine Pelton). L'angle d'incidence de la plaque comparé à l'angle d'incidence de la voile sera proche de la formule {\displaystyle \alpha _{plaque}\simeq 2\alpha _{voile}}.
Si la voile est perpendiculaire au vent, elle offrira la plus grande résistance au vent. Soit {\displaystyle F_{max}} cette force maximale qui dépend essentiellement du vent et de la taille de la voile. Il est déduit :
{\displaystyle ||{\vec {F_{voile}}}||=\rho \times S\times \sin \alpha _{voile}\times {V_{a}}^{2}}

### Action d'une traction sur une quille sans voile ou sur un char: réaction du mobile
Soit une quille flottante ou caisson rectangulaire lesté muni d'un mât nu sur lequel s'exerce une traction horizontale. On peut imaginer un remorquage avec une corde fixée non pas à l'étrave avant mais au pied du mât. Si le remorqueur tracte dans une direction perpendiculaire à la dérive ou aux roues dans le cas d'un char, la seule action possible est de coucher le bateau ou de faire tomber le char. Mais dès que le remorquage se fera dans une direction non perpendiculaire à la dérive ou aux roues, le bateau ou le char avancera ou reculera selon la direction de la traction. Si cette traction fait un angle {\displaystyle \theta } avec la direction principale du bateau ou du char, la force {\displaystyle F} appliquée se décomposera en une force perpendiculaire à la dérive ou aux roues, {\displaystyle F\sin \theta }, qui ne fera que coucher le bateau ou le char, et une force propulsive {\displaystyle F\cos \theta } qui le fera avancer dans la direction de la dérive ou des roues. Dans cette page, pour rester clair, l'effet de la gîte sera négligé, le mât restera parfaitement vertical.
Il convient maintenant de combiner les deux actions précédentes.

### Combinaison de l'action du vent et de la réaction du mobile, dériveur ou char
Le mobile remonte au vent. Si nous mettons une voile qui fait un angle {\displaystyle \alpha } avec le vent, cette voile exercera une force {\displaystyle F} sur le mât. Dans un cas de remontée au vent, l'angle {\displaystyle \alpha } est compris entre 0 et 90°. Pour remonter au vent, il faut une force propulsive {\displaystyle F_{p}} positive. Pour ne pas nuire à la compréhension du problème, le char ou voilier est à vitesse constante. De même pour simplifier, le vent est constant et toujours orienté dans la même direction. Nous noterons {\displaystyle \ \beta } l'angle de la voile avec l'axe principale  du voilier ou du char.

#### Mode de fonctionnement de la voile
Il se pose la question de savoir si la voile fonctionne en mode à faible incidence ou à forte incidence.
Si la voile fonctionnait en mode turbulent comme un obstacle (mode à forte incidence), le vent s’empalerait dans la voile. L'effort du vent sur la voile est perpendiculaire à la voile et, comme le vent vient de l'avant, il n'existe pas d'angle adéquat {\displaystyle \ \beta } où la force de propulsion {\displaystyle F_{p}} est positive. Le mobile recule.
Si la voile fonctionne en mode à faible incidence, alors l'effort n'est plus perpendiculaire à la voile mais perpendiculaire au vent. Dans ce cas, une partie de la force {\displaystyle F} est orientée vers l'avant, la force de propulsion {\displaystyle F_{p}} est positive. Le cas possible est donc d'avoir une voile en mode à faible incidence, c'est-à-dire en mode laminaire ou {\displaystyle F=F_{portance}}.
Le mât est emmanché sur une quille ou sur un char et on exerce sur ce mât une force dont la direction fait un angle {\displaystyle \theta } avec la direction du bateau ou du char. Nous avons des paragraphes précédents :
{\displaystyle F=\rho \times S\times \pi \times \alpha \times {V_{a}}^{2}},  perpendiculairement au vent soit {\displaystyle \theta =\alpha +\beta +{\frac {\pi }{2}}}
et la force propulsive {\displaystyle F_{p}=F\times \cos \theta } avec {\displaystyle \theta }  direction de la force de voile.
Comme {\displaystyle F} est perpendiculaire au vent {\displaystyle F_{p}=F\times \sin(\alpha +\beta )}, la composante dans la direction de la quille du bateau ou des roues du char sera une force constante de valeur :
{\displaystyle F_{p}=F\sin(\alpha +\beta )=\rho \times S\times \pi \times \alpha \times {V_{a}}^{2}\times \sin(\alpha +\beta )}.
Comme la densité de l'air est quasi constante, la vitesse du vent et du mobile est constante alors {\displaystyle \rho \times S\times \pi \times {V_{a}}^{2}} est constant.
d’où  {\displaystyle F_{p}=constante\times \sin(\alpha +\beta )\times \alpha }
Il en résulte que, si cette composante est positive, le bateau ou le char avancera dès lors qu'elle sera supérieure aux forces de frottement qui entravent le déplacement de ce mobile. Ainsi, comme les frottements sont faibles pour un bateau dans l'eau ou un char sur ses roues, ce dernier pourra remonter le vent dès que les angles {\displaystyle \alpha } et {\displaystyle \beta } seront positifs et inférieurs à 180 °.
Supposons donc qu'un bateau souhaite se rendre à un point d'arrivée. L'angle entre la route choisie et le vent est constant. Cela implique que {\displaystyle \alpha +\beta } est constant que nous noterons {\displaystyle \gamma }. De même, pour se rendre le plus rapidement à sa destination, le réglage de la voile sera effectué pour avoir la force propulsive {\displaystyle F_{p}}  la plus grande.
Autrement dit, il faut choisir les angles {\displaystyle \alpha } et {\displaystyle \beta } pour que le produit {\displaystyle \alpha \times \sin \gamma } soit maximal. Donc, il faut placer {\displaystyle \alpha } au maximum de portance en mode faible incidence. Dans la réalité, suivant les voiliers (ou chars) et le jeu de voile hissé, cela correspond à un angle de 10° à 40°. Lorsque le vent est trop debout ({\displaystyle \gamma } faible), il n'est plus possible de régler l'incidence à l'angle optimum, la force propulsive va diminuer jusqu’à devenir nulle, bout au vent ({\displaystyle \gamma =0}).

#### Vent apparent
Dès que le mobile prendra de la vitesse, le vent exercé sur la voile sera diminué si le mobile va dans la direction  du vent (ou, plus précisément, une des directions du demi-plan sous le vent) et augmenté si, à l'inverse, il remonte le vent (c'est-à-dire dans une des directions du demi-plan au vent). Un vent dit apparent {\displaystyle {\vec {V_{a}}}={\vec {V}}-{\vec {V_{m}}}}, soustraction vectorielle du vrai vent {\displaystyle {\vec {V}}\,} de celui généré par la vitesse du mobile {\displaystyle {\vec {V_{m}}}} s'exercera sur la voile. Ce vent apparent formera alors un angle {\displaystyle \alpha _{a}}, {\displaystyle (\alpha _{a}<\alpha )} avec la voile. Si la route {\displaystyle \gamma } est inchangée, l'angle du vent apparent avec la direction du mobile deviendra {\displaystyle \gamma _{a}=\alpha _{a}+\beta \,} . Son intensité sera notée {\displaystyle ||{\vec {V}}-{\vec {V_{m}}}||}. Si le bateau ou char remonte le vent, l'angle que fait la girouette avec la direction du bateau sera plus faible dès que le bateau prendra de la vitesse ; il faudra alors border les voiles pour conserver cette valeur optimale {\displaystyle \alpha _{a}}. Plus le bateau, le char ou la planche à voile prendra de la vitesse, plus il faudra border.
Au plein travers et à faible vitesse, la voile sera initialement bordée à l'incidence de portance maximale. Plus le mobile prendra de la vitesse, plus on bordera pour éviter de faseyer car le vent apparent sera de plus en plus "dans le nez" du bateau selon le vocabulaire utilisé en voile. Si la force de frottement est faible, le mobile prendra de plus en plus de vitesse jusqu'à atteindre une vitesse limite qui pourra être beaucoup plus rapide que le vent. C'est ainsi que l'on voit des planches à voile ou des chars à voiles, à très vive allure, voile bordée au maximum, longer dans les deux sens une plage sous l'effet du vent thermique venant de la mer.

#### Vitesse limite
Si le skipper souhaite remonter le vent, par exemple avec une route à 45°. Le voilier est généralement équipé d'un voile souple. Si le skipper positionne le bateau sur cette route sans vitesse, la voile sans vitesse, sera dégonflée. Elle n'aura pas son profil de mode laminaire. La voile se comportera comme un obstacle au vent. La voile faseyera dès que le bateau se trouvera au près.
En conséquence, il faut dans un premier temps prendre de la vitesse, c'est-à-dire faire route plus ou moins par vent arrière pour gonfler la voile. La voile a un profil. Puis une fois la vitesse acquise au voilier, voile gonflée, le skipper le ramènera de plus en plus au près. Ainsi, durant toute cette phase, la voile gardera un profil, profil qui évoluera au fur et à mesure des réglages de la voile. En effet, la voile est re-réglée à cause du changement de cap, mais aussi car le voilier, en prenant de plus en plus de vitesse, fait augmenter le vent apparent et fait se modifier la direction de ce vent apparent. Plus le bateau prend de la vitesse, plus les voiles sont bordées pour maintenir l'angle optimal.
L'angle optimal de la voile étant intrinsèque à la voile et non nul, de l'ordre de 20°, il arrive un moment où, proche de vent debout, la voile se dégonfle. Il faut donc maintenir un angle optimal sur la voile sans pour autant la dégonfler.
Arrivé à cette allure maximale, plus le bateau parcourt du chemin, plus il prend de l'énergie au vent, énergie qui se transforme en vitesse. En théorie, le bateau irait de plus en plus vite et il n'y aurait pas de limite. Dans la réalité, le bateau cède de l’énergie en même temps par frottement (hydraulique pour un voilier, adhérence roue sol pour un char). Un équilibre se crée et le bateau atteint une vitesse limite {\displaystyle {\vec {V_{l}}}}. La force propulsive {\displaystyle F_{p}} sera maximale {\displaystyle F_{p_{max}}}.
{\displaystyle F_{p_{max}}} sera égale et opposée à la force de frottement {\displaystyle F_{f}}, laquelle est généralement considérée comme proportionnelle au module de la vitesse.
Si les forces de frottement sont faibles comme dans le cas d'une planche à voile, le mobile ira très vite, l'angle {\displaystyle \gamma _{a}} deviendra faible, la force de poussée s'amenuisera et la vitesse du mobile soumise à une accélération de plus en plus faible deviendra constante.

## Limites d'une théorie simplifiée
Dans les sections précédentes, l'effort  {\displaystyle F} était supposé constant. Cette simplification permet de comprendre globalement le mécanisme de remontée au vent et d'en déduire quelques résultats simples et utiles en pratique. La réalité est beaucoup plus complexe. Cet effort est variable et dépend de multiples paramètres. Le lecteur pourra pour approfondir se référer au cours des Glénans pour comprendre que les forces, ou pressions, agissant sur un bateau ou char à voile dépendent de multiples résistances, et frottements au comportement fortement non linéaire.
Ainsi, l'angle optimal pour border sa voile ne sera pas exactement le même. En particulier, l'action d'un vent incident sur une voile est réduite ici à une force perpendiculaire au vent en mode à faible incidence. L'influence de la gite est négligée.

Figure B : Graphique représentant la force aérodynamique (portance + traînée), selon l'incidence, pour une voile modélisée par un profil NACA0012 testé en soufflerie comparée au modèle sinusoïdal

Figure C : Écoulement laminaire (non-turbulent) sur le profil de voile classique NACA0012

Dans les ouvrages spécialisés, il est généralement fait appel aux notions issues de l'aviation avec une aile profilée et une force aérodynamique dont les projections sur la direction du vent et une direction perpendiculaire au vent sont respectivement la traînée et la portance. La traînée est loin d'être négligeable pour la compétition (régate, course). Dans la réalité, portance et traînée sont des fonctions complexes et empiriques propres à chaque voile. Les résultats réels sont représentés par des graphes nommés courbes polaires qui sont souvent obtenues en soufflerie ou par simulation.
Le paramètre principal est l'incidence de la voile par rapport au vent (apparent si la voile est en mouvement par rapport au vent). La figure B compare la force aérodynamique du profil classique NACA0012 souvent pris pour modéliser une voile  avec celui d'une simple sinusoïde lorsque l'incidence du vent sur la voile varie de 0 à 90°.
Le graphique (Figure B) montre bien les deux zones : mode faible incidence et mode forte incidence. En première approximation, en faible incidence, la fonction croît de façon linéaire. De même, en première approximation, en forte incidence, la fonction croît de façon sinusoïdale.
Cette écoulement reste laminaire (Figure C) jusqu’à une incidence de 15°. Pour un profil d'avion, l'incidence maximale est généralement plus importante (entre 15 et 23°) que pour des voiles de bateau. Après ces 15°, l'écoulement devient turbulent, les filets d'air décrochent progressivement la surface sous le vent. Toute la surface de la voile devient petit à petit turbulente, la force chute. Le graphique est dans une zone qui s'écarte nettement des deux approximations. Dépassée 30°, toute la face sous le vent est décrochée, seul compte l'angle de la voile au vent (incidence).
La simplification mathématique par une sinusoïde et une droite ne semble pas en contradiction avec les grandeurs empiriques de la littérature spécialisée où il est fréquemment dit qu'un voilier naviguant au près fait un angle d'environ 40° avec le vent et que la voile doit faire un angle de 20° avec la girouette, soit une incidence de 20° la limite du mode laminaire. D’où la règle suivante, afin que la force de déplacement dans le sens du bateau ou du char au plus près (près serré) soit maximale, il faut régler la voile de sorte que sa direction principale soit au milieu de l'angle formé d'une part par la direction du vent apparent, et d'autre part par la direction où l'on souhaite aller.
Autre point important, l’hypothèse précédente suivante : l'effet de la gîte sera négligé, le mât restera parfaitement vertical a des conséquences non négligeables dans la réalité. La carène d'un navire interagit avec la voile (gite et dérive), il en résulte que le point optimum de réglage de la voile n'est pas celui de maximum de portance. L'analyse de ce phénomène débouche sur les notions de puissance et de finesse.